# Hylaea rubronervat
Hylaea rubronervat là một loài bướm đêm trong họ Geometridae.